# 美唄清斗
美唄 清斗（びばい さやと、1935年 -）は日本の小説家、推理作家。京都府生まれ。本格ミステリ作家クラブ会員。

## 略歴
4歳で失明し、盲学校で寮生活を送った。1966、67年頃から外科病院の物理療法の仕事に携わった。1992年、東京創元社が主催する第3回鮎川哲也賞で『殺人デュエット』が最終候補に残る（このときの受賞者は加納朋子）。1994年、『由仁葉は或る日』で再び鮎川哲也賞（第5回）の最終候補となり、受賞は逃したものの同社から出版されデビューした。
デビュー作の『由仁葉は或る日』は、作者の地元の京都府宇治市が主催する第5回紫式部市民文化賞を受賞している。
第5回の受賞者の愛川晶とは、後に合作の単行本を上梓している。

## 作品リスト
- 制裁は終わった、しかし （1975年）
  - 短編集、自費出版[1]
- 由仁葉は或る日 （創元クライム・クラブ、東京創元社、1994年11月）ISBN 978-4488012694
  - 第5回鮎川哲也賞最終候補作。鮎川哲也は選考会でこの作品を1位に推した。
- 合わせ鏡の迷宮 （創元クライム・クラブ、東京創元社、1996年7月）ISBN 978-4488012786
  - 愛川晶と合作
    - 奇跡を信じてみませんか （美唄清斗）
    - ワンポイントリリーフの栄光 （愛川晶）
    - 合わせ鏡 （美唄清斗、愛川晶）
    - 謙虚にして爽やか （美唄清斗）
    - 詐欺師の白い杖 （愛川晶）

短編
- ただいま作者思案中 - 『創元推理』7 1994年冬号（東京創元社、1994年12月）
- 密室ゲーム - 『創元推理』8 1995年春号（東京創元社、1995年3月）
- 痒い朝 - 『創元推理』9 1995年夏号（東京創元社、1995年6月）